# 杨晓雪
杨晓雪（1969年8月—），云南大理人，白族，工程师，从事洱海环境保护工作。第十三届全国人大代表。

## 生平
1991年大学毕业，分配到大理州环境监测站工作。2018年获“最美基层环保人”荣誉称号。现任云南省生态环境厅驻大理州生态环境监测站副总工程师。